# Sidi Moussa (Marroc)
Sidi Moussa (en àrab سيدي موسى, Sīdī Mūsà; en amazic ⵙⵉⴷⵉ ⵎⵓⵙⴰ) és una comuna rural de la província d'El Kelâa des Sraghna, a la regió de Marràqueix-Safi, al Marroc. Segons el cens de 2014 tenia una població total de 9.704 persones.